# Liste der Kardinalskreierungen Leos XII.

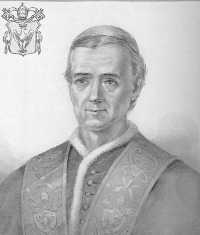
Leo XII.

Im Verlaufe seines Pontifikates kreierte Papst Leo XII. 25 Kardinäle in acht Konsistorien.

## 5. März 1824
- Giovanni Battista Bussi
- Bonaventura Gazzola OFMRef

## 27. September 1824
- Karl Kajetan von Gaisruck
- Patrício da Silva OESA
- Teresio Maria Carlo Vittorio Ferrero della Marmora

## 20. Dezember 1824
- Pedro Inguanzo y Rivero
- Lodovico Micara O.F.M. Cap.

## 21. März 1825
- Gustav Maximilian von Croÿ

- in pectore Bartolomeo Alberto Cappellari OSBCam (später Papst Gregor XVI.) (in pectore bis zum 13. März 1826)

## 13. März 1826
- Jean-Baptist-Marie-Anne-Antoine de Latil
- Francisco Javier de Cienfuegos y Jovellanos
- Bartolomeo Alberto Cappellari OSBCam (später Papst Gregor XVI.)

## 2. Oktober 1826
- Giacomo Giustiniani
- Vincenzo Macchi
- Giacomo Filippo Fransoni
- Tommaso Bernetti

- in pectore Pietro Caprano
- in pectore Belisario Cristaldi
- in pectore Giovanni Francesco Marazzani Visconti
- in Pectore Giovanni Antonio Benvenuti
- in pectore Benedetto Colonna Barberini di Sciarra
- in pectore Alexander Rudnay

## 25. Juni 1827
- Ignazio Nasalli-Ratti
- Joachim-Jean-Xavier d’Isoard

## 15. Dezember 1828
- Antonio Domenico Gamberini
- Juan Francisco Marco y Catalán
- als Kardinal veröffentlicht: Pietro Caprano
- als Kardinal veröffentlicht: Belisario Cristaldi
- als Kardinal veröffentlicht: Giovanni Francesco Marazzani Visconti
- als Kardinal veröffentlicht: Giovanni Antonio Benvenuti
- als Kardinal veröffentlicht: Alexander Rudnay
- als Kardinal veröffentlicht: Benedetto Colonna Barberini di Sciarra